# Galston (Royaume-Uni)
Pour les articles homonymes, voir Galston.
Galston (Baile nan Gall en gaélique (gd) ; Gallstoun en scots (sco)) est une ville d'Écosse, située dans le council area de l'East Ayrshire, à 8 kilomètres à l'est de Kilmarnock.
La confluence entre la rivière Irvine (en) et un petit cours d'eau, la Burnanne, se trouve sur le territoire de Galston, dans une région boisée forte d'une grande biodiversité, inscrite au Scottish Wildlife Trust. La Burnanne est connue pour receler des roches de jaspe.
La ville abrite aussi les ruines du Barr Castle, qui date du XVe siècle ainsi que le Loudoun Castle, un ancien château du XIXe siècle, reconverti en parc d'attractions de 1995 à 2010.

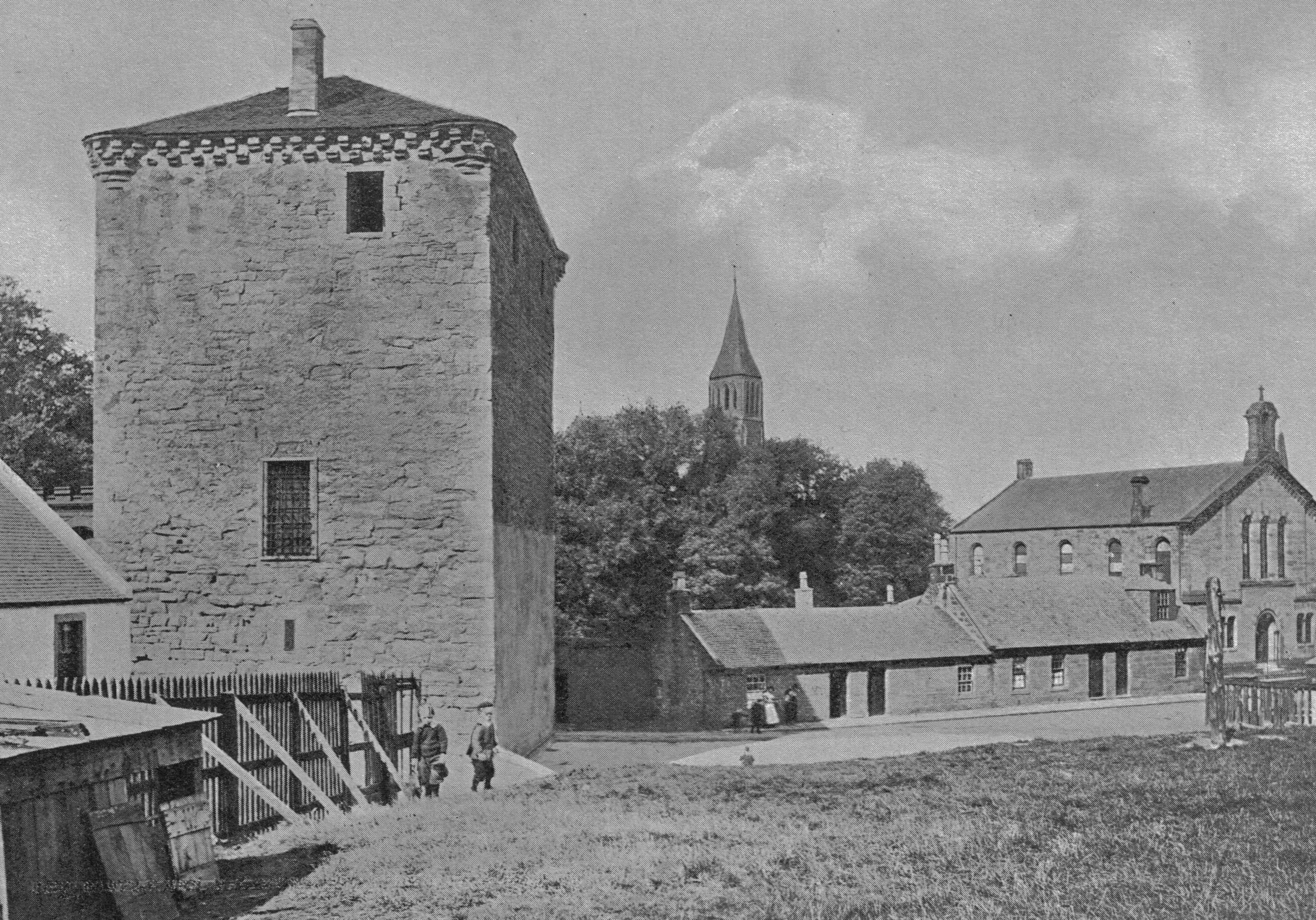
Le Barr Castle en 1900.

## Toponymie
Le nom de Galston provient des noms gaéliques écossais Gall (qui signifie étranger) et Toun dont la signification est donc la ville (l'endroit) des étrangers.

## Sports
La ville a abrité le club de football de Galston Football Club, qui a évolué en Scottish Football League de 1923 à 1926.